# Visibilités
Note. Cliquez sur le lien correspondant pour transférer rapidement le mot : nom commun, adjectif, verbe ou autre.
Depuis l’activation de la fonction Special:Import, il est vivement recommandé  de contacter un administrateur du Wiktionnaire pour procéder à l’importation de la page ainsi que de tout l’historique vers ce dernier.
Le terme de visibilités - au pluriel - est employé par Michel Foucault pour désigner tout ce qui est porteur de sens sans être textuel (schéma, peinture, sculpture, architecture, etc.).